# Peire de Maensac
Peire de Maensac o Peire de Maisac (... – XIII sec.) è stato un cavaliere e trovatore alverniate del XIII secolo, originario di Maensac (Manzat in Alvernia o Mainsat nel Limosino), nei possedimenti di Dalfi d'Alvernha, la cui famiglia faceva parte della piccola nobiltà.

## Biografia
Anche suo fratello Austor (o Austors) era un trovatore, ma nessuno dei suoi lavori ci è pervenuto. In base a quanto si legge nella sua vida, i due fratelli erano d'accordo sul fatto che uno di essi "avvesse [preso] il castello" (vale a dire in eredità) e l'altro (in questo caso Peire) sarebbe diventato l'"inventore" (vale a dire trovatore).
Peire ha scritto poesie dedicate alla (innominata) moglie di Bernart de Tierci, la quale, secondo quanto viene raccontato nella sua vida, subendo il fascino del suo ininterrotto cantare, alla fine gli permise di "farsi rapire" da lui. Peire fugge dunque con lei al castello di Dalfi d'Alvernha, ma suo marito pur di riportarla indietro, ingaggia una "grande guerra". Dalfi, a quanto si dice, difendeva il castello così bene che Bernart non riuscì mai a riprendersela.

## Opera
Definito dal suo biografo un "compagno piacevole", Peire scisse im massima parte cansos di amor cortese con "gradevoli melodie", ma anche coblas de solatz. Il significato di queste ultime è incerto; potrebbe significare "distici buoni e piacevoli" (bon couplets divertissants), secondo Boutière-Schutz, il primo curatore della vida, ma potrebbe anche significare semplicemente tenzones, come preferisce Egan, il primo curatore in lingua inglese della vida.

### Componimenti contesi ad altri trovatori[3]
- Astrucs es cel cui amors ten jojos[4] (canso di Pons de Capduoill)
- Estat aurai de chantar[5] (canso di Gui d'Ussel)
- Longa sazon ai estat vas amor[6] (canso di Jordan de l'Isla de Venessi)
- Sirventes e chansos lais[7] (sirventes di Peire de Bussignac)